# Billaea lata
Billaea lata är en tvåvingeart som först beskrevs av Macquart 1849.  Billaea lata ingår i släktet Billaea och familjen parasitflugor. Inga underarter finns listade i Catalogue of Life.